# Europese kampioenschappen schaatsen afstanden 2024 - Teamsprint vrouwen
De teamsprint vrouwen op de Europese kampioenschappen schaatsen 2024 werd verreden op vrijdag 5 januari 2024 in ijsstadion Thialf in Heerenveen. Titelverdediger was de Poolse ploeg, die dit keer tweede werd achter de Nederlanders.

## Uitslag
| #      | Land      | Schaatsers                                             | Tijd    | Verschil |
| ------ | --------- | ------------------------------------------------------ | ------- | -------- |
| Goud   | Nederland | Femke Kok Marrit Fledderus Antoinette Rijpma-de Jong   | 1:27.36 |          |
| Zilver | Polen     | Andżelika Wójcik Iga Wojtasik Karolina Bosiek          | 1:28.06 | +0.70    |
| Brons  | Noorwegen | Carina Jagtøyen Julie Nistad Samsonsen Martine Ripsrud | 1:28.83 | +1.47    |
| 4      | Duitsland | Anna Ostlender Michelle Uhrig Lea Sophie Scholz        | 1:29.62 | +2.26    |
| 5      | Tsjechië  | Nikol Nepokojová Lucie Korvasová Zuzana Kuršová        | 1:35.44 | +8.08    |

## IJs- en klimaatcondities
|                  | Start   | Eind    |
| ---------------- | ------- | ------- |
| Tijd             | 19:35   | 19:43   |
| Luchttemperatuur | 17,8°C  | 17,8°C  |
| IJstemperatuur   | -11,3°C | -11,3°C |
| Luchtvochtigheid | 43,3 %  | 43,3 %  |